# CSI犯罪現場：謀殺的三維
《CSI犯罪現場：謀殺的三維》是一套基於電視劇《CSI犯罪現場》的電腦遊戲。與前作不同，這遊戲由Telltale Games開發而不是369 Interactive。由育碧软件發行，Windows平台，2006年前期發表。
这款遊戲像之前的CSI犯罪現場遊戲《CSI犯罪現場》、《CSI犯罪現場：邁阿密》與《CSI犯罪現場：黑暗動機》一樣，跟隨五個截然不同佈局案件，然後在第五個案件中連接之前的四個案件。

## 案件

### 案件1: Pictures at an Execution
一個富有的市外居民在結婚前一天於一間優雅的畫廊被棍棒打死。嫌疑的兇器？一個失縱了的昴貴鷹雕像。在本案中你與華瑞克·布朗一起工作。

### 案件2: First Person Shooter
你與尼克·史多克斯於本案中一起工作，尋求一個電子遊戲展覽會出現問題的真相。電子遊戲公司的CEO在一個全年最大型的遊戲內部展覽中一個接近焦點的發表中被槍殺。生命模仿藝術，還是更兇惡的事？
這案件是一個戲劇化、詼詣的諷刺圍繞“Sam & Max Freelance Police”的取消以及後來支持者反應。該遊戲為Telltale Games的雇員在取消前的作品。
《謀殺的三維》試玩版中包含本案件的一部份。

### 案件3: Daddy's Girl
一個賭場的女繼承人在其居所中受害。犯案現場充滿了飛濺的血、纖維與指紋——唯一缺少的就是屍體。在本案中玩家與莎拉·賽德爾一起工作。

### 案件4: Rough Cut
一個卓越的不動產開發者的兒子發現死在內華達沙漠一個遙遠的地區。他是毒品、政策還是亂交的受害者？在本案中玩家與葛瑞格·山德斯一起工作。

### 案件5: The Big White Lie
一個低俗的私家偵探在一條小徑中被射殺。追溯他的最後一步顯現出一個欺騙、謊言與腐敗的網絡。誰、或多少人扣動板機？玩家與吉爾·葛瑞森在本案一起工作。

## 评价
| 汇总媒体     | 得分   | 得分   |
| 汇总媒体     | PS2    | PC     |
| ------------ | ------ | ------ |
| GameRankings | 58.33% | 68.65% |
| Metacritic   | 58/100 | 67/100 |

| 媒体                    | 得分   | 得分   |
| 媒体                    | PS2    | PC     |
| ----------------------- | ------ | ------ |
| Adventure Gamers        | 不适用 | [ 5 ]  |
| GameSpot                | 4.5/10 | 6/10   |
| GameSpy                 | 不适用 | [ 8 ]  |
| IGN                     | 7/10   | 8.6/10 |
| 英国PlayStation官方杂志 | 6/10   | 不适用 |
| PC Gamer英国            | 不适用 | 55%    |
| PC Gamer美国            | 不适用 | 79%    |
| PC Zone                 | 不适用 | 62%    |
| X-Play                  | 不适用 | [ 15 ] |

这款游戏在不同平台上评分有较大差异。

## 外部連結
- CSI 《CSI犯罪現場：謀殺的三維》官方網站 （页面存档备份，存于）
- IGN上CSI 《CSI犯罪現場：謀殺的三維》的評論 （页面存档备份，存于）
- Immersed in the World of CSI - 由《CSI犯罪現場：謀殺的三維》的設計者Greg Land所寫的開發者日記